# واچرخند

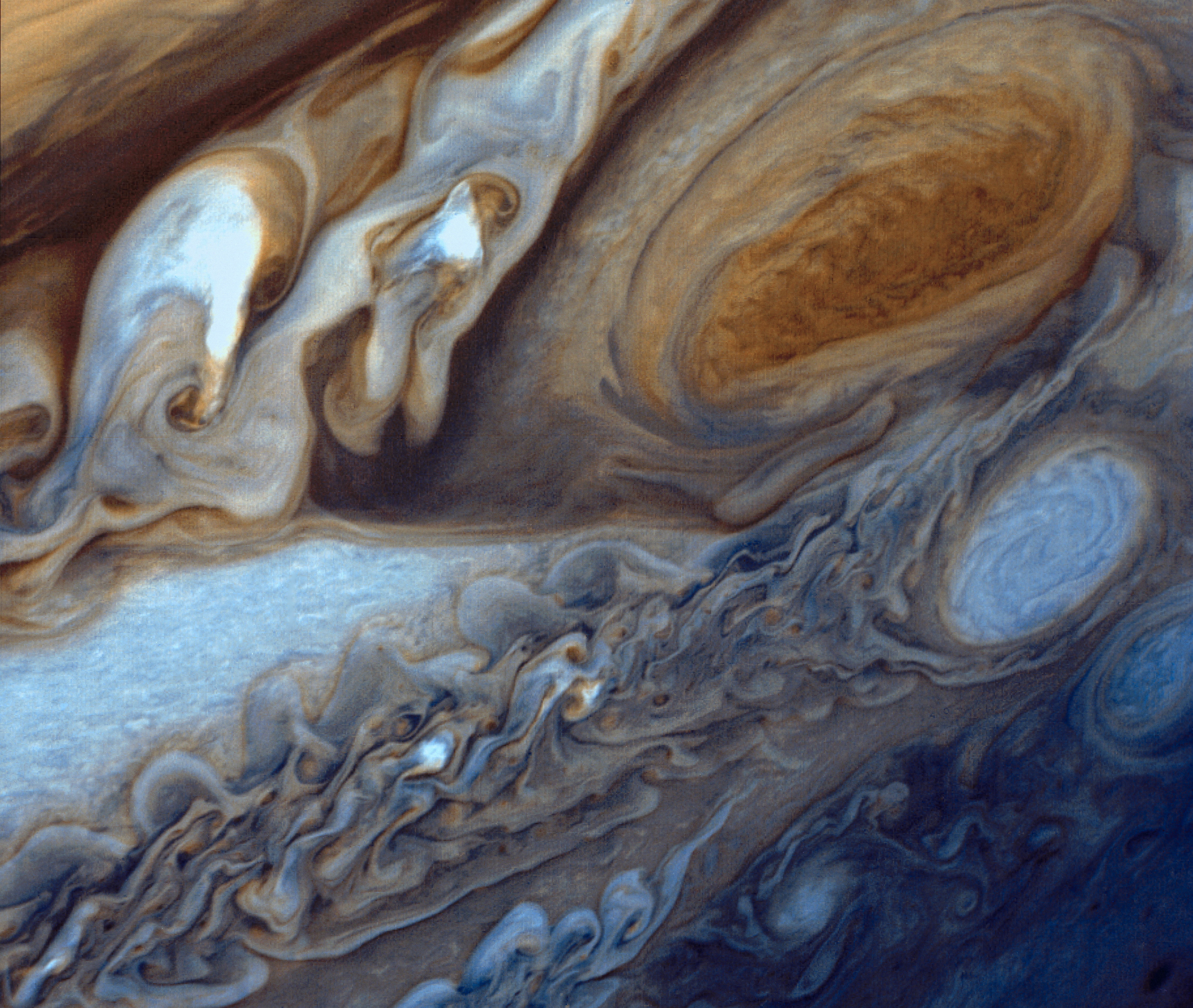
لکه قرمز مشهور سیاره مشتری، نمونه‌ای از یک سیستم واچرخند است.

واچرخند یا پادچَرخَند (به انگلیسی: Anticyclone) منطقه پرفشار دایره‌ای غیر منظم را که در آن جهت حرکت هوا مخالف جهتی است که در مراکز کم فشار موجود است را گویند.
پادچرخندی اصولاً به عنوان یک اصطلاح در نظام هواشناسی کشور ایران به کار می‌رود که بررسی مستقیم جهت حرکتی یک توده هوا است که خود نیز بستگی مستقیم به منطقه جغرافیائی و محدوده انتقالی توده هوا دارد به گونه‌ای که جهت حرکتی یک توده هوا در نیم‌کره شمالی با جهت حرکتی یک توده هوا در نیم کره جنوبی دقیقاً برعکس یکدیگر و برخلاف هم است.
با توجه به خصوصیات اقلیمی، گردش هوا در اطراف یک پادچرخند در نیمکره جنوبی به صورت پادساعتگرد و در نیمکره شمالی، گردش هوا در اطراف یک پادچرخند ساعتگرد است.